# Haastia
Haastia é um género botânico pertencente à família Asteraceae, endémico da Nova Zelândia.
O género é composto por 7 espécies descritas e destas apenas 4 aceites.
Trata-se de um género reconhecido pelo sistema de classificação filogenética Angiosperm Phylogeny Website.

## Taxonomia
O género foi descrito por Joseph Dalton Hooker e publicado em Handbook of the New Zealand Flora 155. 1864.

## Espécies
As espécies aceites para este género são:
- Haastia montana Buchanan
- Haastia pulvinaris Hook.f.
- Haastia recurva Hook.f.
- Haastia sinclairii Hook.f.